# أس أم يو-142
كانت أس أم يو-142 واحدة من 329 غواصة تخدم في البحرية الإمبراطورية الألمانية في الحرب العالمية الأولى. يو-142 لم تشارك في الحرب البحرية.

### اقتباسات
1. ↑  "معلومات عن أس أم يو-142 على موقع dreadnoughtproject.org". dreadnoughtproject.org. مؤرشف من الأصل في 2024-01-08.

## قائمة المراجع
- Gröner، Erich؛ Jung، Dieter؛ Maass، Martin (1991). U-boats and Mine Warfare Vessels. London: Conway Maritime Press. ج. 2. ISBN:0-85177-593-4. {{استشهاد بكتاب}}: |عمل= تُجوهل (مساعدة)